# FK Nižnij Novgorod
Futbolnyj klub Nižnij Novgorod (rusky: Футбольный клуб Нижний Новгород) byl ruský fotbalový klub sídlící ve městě Nižnij Novgorod. Klub byl založen v roce 2007, zanikl v roce 2012 sloučením do klubu FK Volga Nižnij Novgorod.

## Umístění v jednotlivých sezonách
| Sezóny  | Liga                                | Úroveň | Z  | V  | R | P  | VG | OG | +/- | B  | Pozice |
| ------- | ----------------------------------- | ------ | -- | -- | - | -- | -- | -- | --- | -- | ------ |
| 2007    | Tretij divizion – sk. Privolžje     | 4      | 32 | 21 | 5 | 6  | 76 | 33 | +43 | 68 | 3.     |
| 2008    | Vtoroj divizion – sk. Ural-Povolžje | 3      | 34 | 22 | 3 | 9  | 78 | 39 | +39 | 69 | 3.     |
| 2009    | Pervyj divizion                     | 2      | 38 | 14 | 8 | 16 | 37 | 47 | -10 | 50 | 13.    |
| 2010    | Pervyj divizion                     | 2      | 38 | 21 | 7 | 10 | 60 | 41 | +19 | 70 | 3.     |
| 2011/12 | FNL                                 | 2      | 52 | 29 | 7 | 16 | 76 | 58 | +18 | 94 | 3.     |